# Idiocnemis leonardi
Idiocnemis leonardi är en trollsländeart som beskrevs av Maurits Anne Lieftinck 1958. Idiocnemis leonardi ingår i släktet Idiocnemis och familjen flodflicksländor. Inga underarter finns listade i Catalogue of Life.